# کاچوا
کاچوا (به لاتین: Kachua) یک منطقهٔ مسکونی در بنگلادش است که در ناحیه چاندپور واقع شده‌است. کاچوا ۲۳۵٫۸۱ کیلومتر مربع مساحت و ۳۸۲٬۱۳۹ نفر جمعیت دارد.